# Třída Archer (1885)
Třída Archer byla třída torpédových křižníků britského královského námořnictva, které byly krátce po dokončení reklasifikovány na chráněné křižníky třetí třídy. Celkem bylo postaveno osm jednotek této třídy. Ve službě byly od roku 1888. Jeden ztroskotal a ostatní byly po vyřazení sešrotovány. Byly to poslední britské křižníky poháněné horizontálními parními stroji.

## Stavba
Jednalo se o upravenou verzi předcházející třídy Scout se zesílenou výzbrojí (kanóny ráže 152 mm). Celkem bylo v letech 1885–1891 postaveno osm jednotek této třídy.
Jednotky třídy Archer:
| Jméno    | Loděnice                | Založení kýlu     | Spuštěna          | Vstup do služby   | Poznámka                                              |
| -------- | ----------------------- | ----------------- | ----------------- | ----------------- | ----------------------------------------------------- |
| Archer   | J & G Thompson, Glasgow | 2. března 1885    | 23. prosince 1885 | 11. prosince 1888 | Do šrotu prodán 1905.                                 |
| Brisk    | J & G Thompson, Glasgow | 2. března 1885    | 8. dubna 1886     | 20. března 1888   | Do šrotu prodán 1906.                                 |
| Cossack  | J & G Thompson, Glasgow | 2. března 1885    | 3. června 1886    | 1. ledna 1889     | Do šrotu prodán 1905.                                 |
| Mohawk   | J & G Thompson, Glasgow | 2. března 1885    | 6. února 1886     | 16. prosince 1890 | Do šrotu prodán 1905.                                 |
| Porpoise | J & G Thompson, Glasgow | 2. března 1885    | 7. května 1886    | 12. února 1888    | Do šrotu prodán 1905.                                 |
| Racoon   | Devonport Dockyard      | 1. února 1886     | 6. května 1887    | březen 1888       | Do šrotu prodán 1905.                                 |
| Serpent  | Devonport Dockyard      | 9. listopadu 1885 | 10. března 1887   | březen 1888       | Dne 10. listopadu 1890 ztroskotal na pobřeží Galicie. |
| Tartar   | J & G Thompson, Glasgow | 2. března 1885    | 28. října 1886    | 30. června 1891   | Do šrotu prodán 1906.                                 |

## Konstrukce

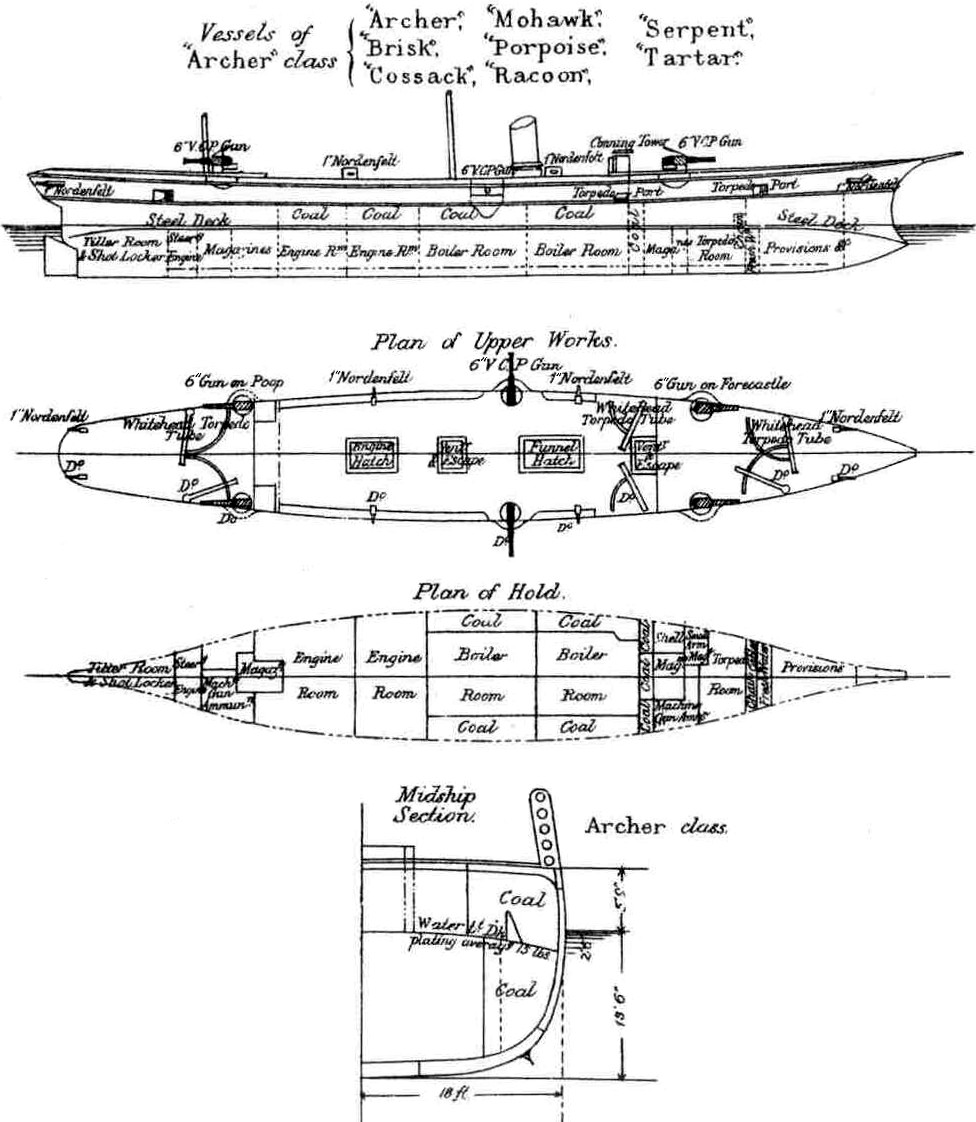
Základní uspořádání třídy

Křižníky nesly šest 152mm kanónů, které doplňovalo osm 47mm kanónů, dva kulomety a pět 356mm torpédometů. Pohonný systém tvořily čtyři kotle a dva parní stroje o výkonu 2500 ihp, pohánějící dva lodní šrouby. Nejvyšší rychlost dosahovala 15 uzlů. Dosah byl 7000 námořních mil při rychlosti 10 uzlů.